# Ричард Гюйон
Ричард де Бофре граф де Гюйон (Куршид-паша) (англ. Richard de Beaufré comte de Guyon; 31 марта (12 апреля) 1813, Уолкот, графство Сомерсет, Британская империя, — 12 октября (30 сентября) 1856, Константинополь, Османская империя) — британец французского происхождения, венгерский военачальник и турецкий паша.

## Биография

### Ранняя жизнь
Ричард родился в Уолкоте, небольшом посёлке близ английского города Бат, Сомерсет в семье командора Джона Гюйона Р. Н. (1767—1844), друга герцога Кларенса (позже Вильгельма IV Британского), и происходил из французского дворянского рода.
Получив военное образование в Великобритании в 1831 году, Гюйон участвовал добровольцем в Мигелистских войнах против короля Мигела I.
В 1832 году Гюйон поступил на австрийскую службу, в штаб 2-го короля Ганноверского гусарского полка, где вскоре получил звание лейтенанта и был прикомандирован в качестве адъютанта к генералу барону Игнацу Спленьи (1772—1840), который участвовал в битве при Маренго и был знаменосцем Венгрии. Гюйон женился на дочери барона Спленьи, баронессе Марии, 22 ноября 1838 года. Вскоре после женитьбы он удалился в поместье недалеко от Пешта, поблизости от друзей и родственников своей жены, где он проводил свой досуг на манер английского джентльмена, в заботах о своем поместье, и охоте на волков и диких кабанов. В браке с Марией у них родились двое сыновей и дочь.

### Венгерское восстание
В начале Венгерской революции Гюйон был одним из первых, кто предложил свои услуги национальному правительству в качестве офицера венгерской армии и сыграл видную роль в борьбе за независимость во время Венгерской войны за независимость.
Он отличился в битве при Пакозде (29 сентября 1848 года) и битве при Швехате (30 октября). В битве при Швехате Ричард, во главе своего батальона трижды отбивал атаки хорватов Елачича, а когда его лошадь пала под ним, он выхватил пистолеты и пешим повёл своих людей в атаку. В этой битве, окончившейся поражением для венгров, единственный успех был связан со взятием бригадой Гюйона селения Маннсвёрг. За свои действия в этой битве Ричард получает звание полковника. После битвы при Капольне он был произведён в генералы.
Во время отступления армии Артура Гёргея зимой 1848—1849 годов, Гюйон с менее чем 10-ю тысячами солдат 5 февраля 1849 года перешёл горный перевал Бранишко, обороняемый 25-ю тысячами австрийцев, и этим дерзким подвигом восстановил связь с правительством в Дебрецене, а также с несколькими другими венгерскими армейскими корпусами.
Когда в апреле 1849 года гарнизон осаждённой крепости Комаром должен был быть извещён о победоносном наступлении национальной армии, Гюйон с отрядом гусар пробился сквозь через вражеские линии и объявил гарнизону крепости о приближающемся снятии осады.
14 июля 1849 года Гюйон победил имперскую армию во главе с Йосипом Елачичем в битве при Хедьесе, одной из последних венгерских побед в войне за независимость. Австрийский командующий Елачич, решил застать врасплох венгерскую армию, расположившуюся у местечка Хедьес, произведя ночное нападение. По словам военного историка Юзефа Банлаки, Гюйон узнал о этом замысле и устроил показательное веселье в своем лагере, дабы ввести в заблуждение вражеское командование. Ночью, на подходах к венгерским позициям австрийские офицеры раскрыли своё присутствие громкими командами, завязалась битва. Австрийские войска рисковали быть полностью окружёнными и разбитыми, поэтому были вынуждены спешно и неорганизованно отступать. Эта победа вернула венграм стратегическую инициативу на южном направлении, а также открывала пути для бегства в Османскую империю лидерам революции.
Кровавое сражение при Сёреге (5 августа 1849 года) позволило генералу Генриху Дембинскому, защищённому десятью самоотверженными батальонами Гюйона, отступить в район Темешвара, где 9 августа произошло сражение при Темешваре, последнее в кампании. В этом сражении Ричард Гюйон повёл своих гусар прямо на вражеские орудия, но люди и лошади, которые более 24-х часов были без отдыха и пищи потерпели неудачу. Также, в этой битве главнокомандующий венгерскими войсками Юзеф Бем получает перелом бедра и Гюйон временно заменяет его. В следствии этих двух последних сражений в компании венгерские повстанцы были окончательно деморализованы и вскорости капитулировали. В сентябре-октябре 1849 года Гюйон был вынужден бежать в Турцию.
Память о герое венгерской революции увековечена в названиях двух улиц в Будапеште: Guyon Richárd Utca и Guyon Kőz. Гусарская форма Гюйона хранится в Музее военной истории в Будайском замке.

### Служба в Османской империи
В 1850 году Гюйон поступил на службу к султану, и, согласно Оксфордскому словарю национальной биографии, он был «первым христианином, получившим звание паши и турецкое военное командование, не будучи обязанным менять свою религию».
Получив титул Куршид-паша он был направлен в должность губернатора Дамаска в 1850 году, в 1853 году был направлен на Кавказ начальником штаба Анатолийской армии. После назначения прибыл в район крепости Карс. В начале Крымской войны сделал многое для улучшения обороны крепости. Позднее, участвовал в Кюрюк-Даринском сражении, неоднократно лично проводил рекогносцировки. Военный историк Андрей Медардович Зайончковский писал о Куршид-паше так: «Эти недостатки мушира могли быть уменьшены деятельностью его начальника штаба Куршида-паши(генерал Гюйон), в общем малосведущего, но наиболее талантливого из всех иностранных офицеров в изобилии наполнявших Анатолийскую армию. Он был способен восстановить дисциплину и придать войскам хоть немного боевой облик». 10 (22) июля начальник штаба Мустафы Зарифа-паши генерал Гюйон предпринял рекогносцировку прямо на Кара-Ял, в непосредственной близости от русского лагеря, чем встревожил весь лагерь. Во время пребывания на Кавказе в Анатолийской армии, Куршид-паша заразился холерой и был переведен в Константинополь на лечение. Ричард Гюйон умер от холеры в районе Константинополя, известном как Скутари 11 августа 1856 года. Похоронен на кладбище Хайдарпаша в Константинополе, на его могиле написано по-венгерски: « Здесь покоится граф Ричард Гюйон, турецкий генерал, по крови его родина Франция, по рождению — Англия, по совершенным подвигам — Венгрия» .
В Энциклопедии Чемберса 1863 года говорится: «Неукротимое мужество и непрекращающаяся забота о комфорте войск под его командованием были главными чертами характера Гюйона».
В Стамбульском военном музее хранится мемориальный бюст Гюйона вместе с другими венгерскими артефактами.